# Naï (instrument)
Pour les articles homonymes, voir Naï.

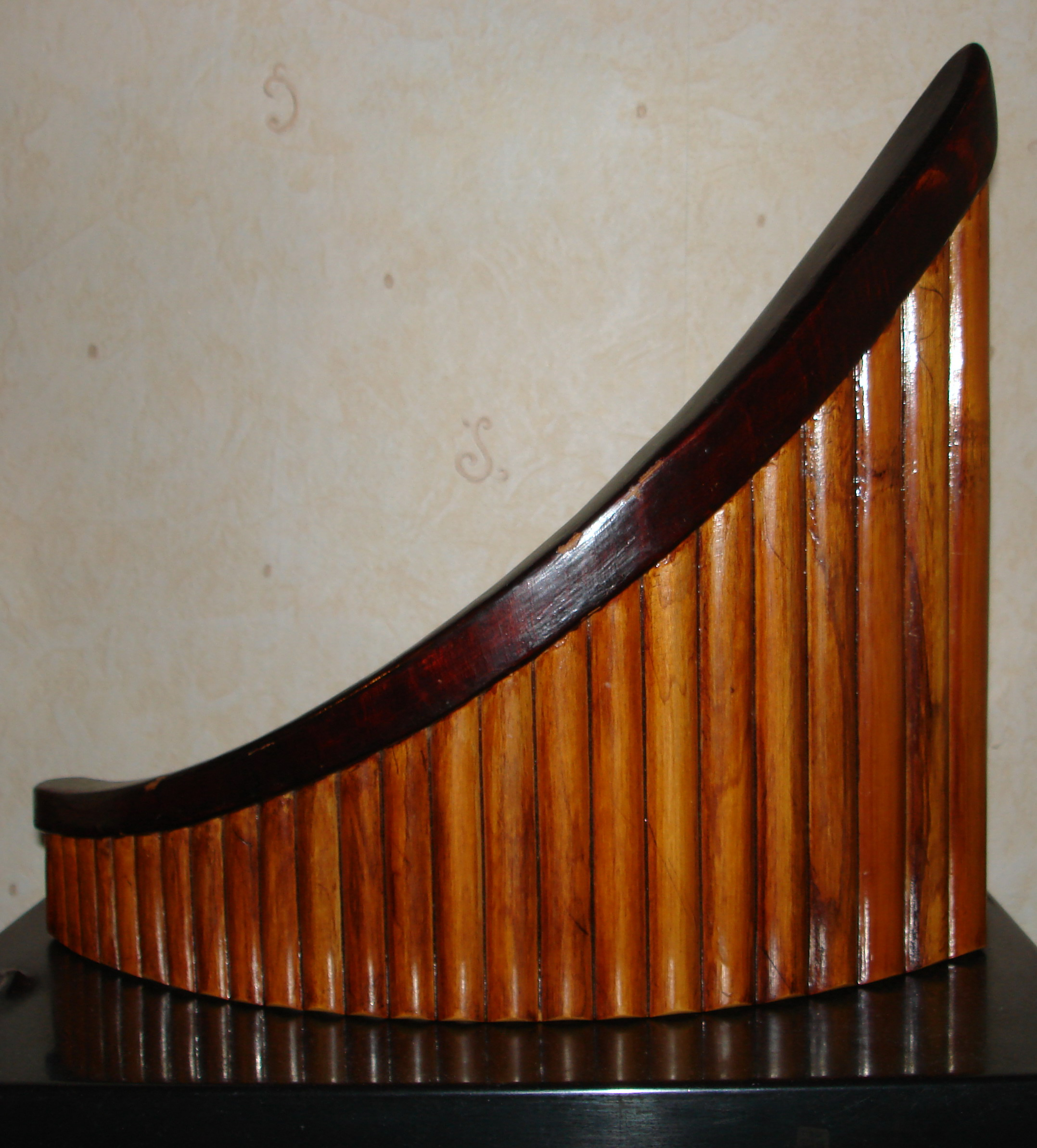
Nai roumain

Le naï, ou nai (prononciation phonétique identique : « naj »), est une flûte de pan diatonique connue depuis le XVIIe siècle en Roumanie sous sa forme actuelle, et utilisée dans les formations traditionnelles des lăutari.
Attention à l'homonymie : ney et nay, parfois nây ou nai aussi, désignent une flûte oblique à embouchure terminale à col ouvert.

## Facture
Alors que le nai n'avait qu'un nombre limité de tuyaux rangés à plat à l'origine, comme toutes les flûtes de Pan, la facture traditionnelle moldave, privilégie une flûte de 22 tuyaux en roseau, bambou ou en bois forés, collés entre eux en une seule rangée sur un support courbe, permettant une grande rapidité d'exécution. L'ensemble forme une courbe agréable tout en ayant une progression du fait de la hauteur croissante des tuyaux. 
On accorde l'instrument traditionnellement en sol, à l'aide de cire d'abeille tassée au fond des tuyaux, et en plaçant les graves à main droite.
Aujourd'hui, les facteurs de naï, professionnels comme amateurs, expérimentent de nombreux matériaux qui révolutionnent la facture, et ne sont pas sans effets sur le jeu. L'accord en do est de plus en plus souvent choisi et l'on trouve de plus en plus souvent des naïs avec les graves à main gauche et un nombre de tuyaux allant jusqu’à 30. Parmi les  matériaux aujourd'hui utilisés on trouve toujours roseau, bambou et bois foré, auxquels s'ajoutent différents métaux, plastiques et PVC, verre, cristal…
Les facteurs cherchent toujours à faire évoluer leur travail en offrant des flûtes avec des caractéristiques particulières, en termes de nature de son, rapidité de réponse, légèreté, solidité, résistance à la détérioration par les champignons, etc. Ainsi, la flûte métallique de Preda, père et fils, répond rapidement et permet donc un jeu très rapide.
Parmi les expérimentations en cours :
- Le ré-accord rapide de tuyaux par un système de piston, en lieu et place d'un bouchon collé, recouvert d'une quantité modifiable de cire d'abeille tassée. Ce système permettrait d'une part un accord fin de la flûte, et donc de sortir du tempérament égal, comme aussi de jouer dans toutes les tonalités en n'ayant à passer que les altérations accidentelles du mode (il faut se souvenir que le naï est un instrument diatonique).
- Passer les chromatismes, toujours avec une flûte diatonique, mais équipée d'une mécanique.
- L'usage d'une gamme par ton, qui faciliterait les pièces très chromatiques ou « total chromatique ».

Le plus grand nombre des interprètes de cette flûte jouent sur des flûtes en bambou d'une facture parfaitement traditionnelle.

## Jeu
De simple instrument populaire, le nai est devenu classique sous l'influence des virtuoses qui l'ont sauvé de l'oubli et qui l'ont aussi intégré aux ensembles folkloriques roumains : Fanica Luca (1894-1968) et Gheorghe Zamfir.
C'est l'instrument avec lequel il joue le célèbre thème du film Le Grand Blond avec une chaussure noire.